# 矢島純吉

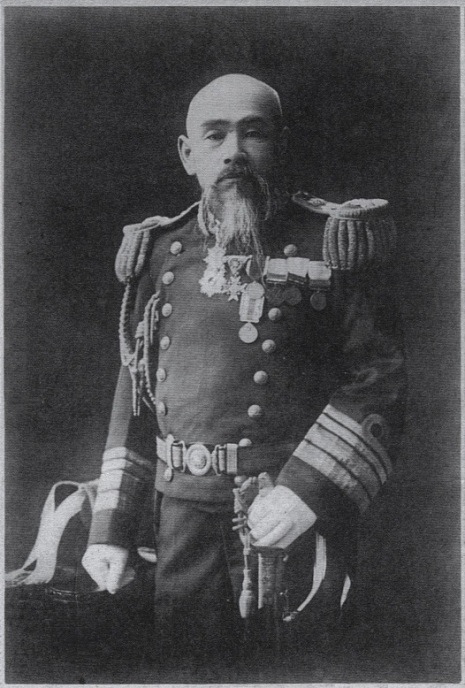

矢島 純吉 （やじま じゅんきち、1865年12月16日（慶応元年10月29日） - 1924年（大正13年）5月15日）は、日本の海軍軍人。最終階級は海軍中将。山形県出身。
奈良県大和神社の神職となり、「大和史料」の編纂に携わった後、生地酒田市の上日枝神社社司を務めた斎藤美澄（さいとう よしずみ）は実兄である。

## 人物
1886年（明治19年）12月7日、海軍兵学校（12期）卒業。1888年（明治21年）海軍少尉に任じられ比叡分隊士となる。以後、佐世保海兵団分隊長心得（海軍中尉）、海軍兵学校水雷術教官（海軍大尉）、横須賀水雷団第1水雷艇隊艇長（海軍少佐）佐世保水雷団佐世保水雷敷設隊司令（海軍中佐）、舞鶴水雷団長（海軍大佐）等を歴任。1911年（明治44年）12月1日、海軍少将に昇進し第5代海軍水雷学校校長に補される。同職を3年ほど務め待命、1915年（大正4年）12月1日、海軍中将に任じられるが、同日付けで予備役編入。1921年（大正10年）10月20日、後備役編入。1924年（大正13年）5月15日　卒去。

## 年表
- 1886年（明治19年）12月7日 - 海軍兵学校（12期）卒業[1]  1988年（明治21年）に江田島に移転する海軍兵学校は、当時築地にあった。卒業式には明治天皇も臨席した。卒業生19名の首席は江頭安太郎で、矢島純吉は9番の成績だった。同年２月から286日をかけて軍艦筑波に乗艦し、ニュージーランド、オーストラリア、ハワイを巡った卒業前の遠洋航海練習について、江頭安太郎が天皇の御前で演述を行った。同期には山屋他人、有馬良橘等がいて、後に江頭安太郎の三男と山屋他人の五女が結婚し、孫には文芸評論家であった江藤淳、曾孫には皇后雅子がいる。卒業式の様子については「時事新報　明治19年12月8日号」、江頭安太郎の演述内容については「同　12月9日号」を参照。
- 1888年（明治21年）
  - 1月13日 - 任 海軍少尉[3]
  - 1月16日 -  補 比叡分隊士[3]
- 1888年（明治21年）4月9日 - 補 日進分隊士 兼 航海士[4]
- 1889年（明治22年）
  - 6月6日 - 補 満珠分隊長心得[5]
  - 8月2日 - 海軍大学校丙号学生[6]　「丙号学生とは、兵学校の卒業生が実習訓練を経た後、少尉として入る半年間の過程。」[7]
- 1890年（明治23年）3月25日 - 補 筑波分隊士
- 1891年（明治24年）
  - 1月7日 - 補 迅鯨乗組[8]
  - 7月23日 - 補 筑波分隊長心得
  - 11月20日 - 補 佐世保海兵団分隊長心得
- 1892年（明治25年）
  - 6月29日 - 補 筑波分隊長心得
  - 12月21日 - 任 海軍大尉、補 海軍兵学校水雷術教官 兼 監事
- 1893年（明治26年）12月20日 - 補 海軍兵学校水雷術教官 兼 副官
- 1894年（明治27年）12月5日 - 補 呉水雷隊攻撃部艇長
- 1895年（明治28年）
  - 2月22日 - 補 常備艦隊第4水雷艇隊艇長
  - 10月28日 - 補 呉水雷隊攻撃部艇長
  - 12月27日 - 補 金剛水雷長
- 1896年（明治29年）
  - 11月17日 - 補 金剛水雷長 兼 分隊長
  - 11月21日 - 補 龍田水雷長 兼 分隊長
- 1897年（明治30年）
  - 5月14日 - 補 呉鎮守府水雷庫主管 兼 仮呉兵器製造所検査主幹
  - 5月25日 - 補 呉鎮守府水雷庫主管 兼 呉海軍造兵廠検査科主幹
- 1898年（明治31年）
  - 2月22日 - 任 海軍少佐
  - 3月8日 - 補 横須賀水雷団第1水雷艇隊艇長
  - 6月28日  - 補 横須賀水雷団第1水雷艇隊艇長 兼 水雷艇不知火回航委員長
  - 10月19日 - 補 横須賀水雷団第1水雷艇隊艇長 兼 水雷艇雷回航委員長
  - 10月28日 - 補 竹敷要港部水雷艇隊艇長 兼 水雷艇夕霧回航委員長
- 1899年（明治32年）
  - 6月15日 - 帰着
  - 7月6日 - 補 竹敷要港部第1水雷艇隊艇長
- 1900年（明治33年）
  - 5月15日 - 補 明石副長
  - 6月1日 - 任 海軍中佐
  - 7月10日 - 補 呉海兵団副長
- 1901年（明治34年）10月1日 - 補 佐世保水雷団佐世保水雷敷設隊司令
- 1902年（明治35年）
  - 2月13日 - 補 高千穂副長
  - 6月21日 - 免職 高千穂副長、待命。但シ横須賀ニ滞在スベシ[9]
  - 12月15日 - 補 大湊水雷団水雷敷設隊司令
- 1903年（明治36年）8月17日 - 補 佐世保水雷団第1水雷艇隊司令
- 1904年（明治37年）9月11日 - 佐世保鎮守府附
- 1905年（明治38年）
  - 1月7日 - 補 第一艦隊駆逐隊司令
  - 1月12日 - 任 海軍大佐[1]
  - 6月14日 - 第二艦隊駆逐隊司令
- 1905年（明治38年）
  - 11月14日 - 待命
  - 12月12日 - 補 舞鶴水雷団長[1]
- 1906年（明治39年）11月22日 - 補 大湊要港部参謀長[1]
- 1908年（明治41年）2月20日 - 補 出雲艦長
- 1910年（明治43年）
  - 1月27日 - 補 呉海軍工廠艤装員[1]
  - 7月16日 - 補 安芸艦長 兼 呉海軍工廠艤装員[1][10]
- 1911年（明治44年）
  - 3月11日 - 免兼職、補 安芸艦長[1][11]
  - 5月22日 - 補 横須賀海兵団長 兼 壱岐艦長[1][12]
  - 12月1日 - 任 海軍少将、補 海軍水雷学校長[1]
- 1914年（大正3年）12月1日 - 待命[1]
- 1915年（大正4年）12月1日 - 任 海軍中将、予備役編入[1][13]
- 1921年（大正10年）10月20日 - 後備役編入
- 1924年（大正13年）5月15日 - 卒去。墓所は愛宕の青松寺。

## 栄典・授章・授賞
位階
- 1891年（明治24年）1月29日 - 正八位[14]
- 1893年（明治26年）1月31日 - 従七位[15]
- 1895年（明治28年）11月26日 - 正七位[16]
- 1898年（明治31年）4月16日 - 従六位[17]
- 1900年（明治33年）8月8日 - 正六位[18]
- 1905年 （明治38年）2月14日 - 従五位[19]
- 1910年 （明治43年）3月22日 - 正五位[20]
- 1915年（大正4年）
  - 4月20日 - 従四位[21]
  - 12月28日 - 正四位[22]

勲章等
- 1889年（明治22年）11月29日 - 大日本帝国憲法発布記念章[23]
- 1895年（明治28年）
  - 11月18日 - 明治二十七八年従軍記章[24]
  - 12月26日 - 勲六等単光旭日章[25]
- 1901年（明治34年）5月31日 - 勲五等瑞宝章[26]
- 1905年（明治38年）5月30日 - 勲四等瑞宝章[27]
- 1906年（明治39年）4月1日 - 功三級金鵄勲章・勲三等旭日中綬章・明治三十七八年従軍記章[28]
- 1915年（大正4年）
  - 11月7日 - 大正三四年従軍記章[29]
  - 11月10日 - 大礼記念章（大正）[30]